# Generalen (1977)
Generalen är en amerikansk långfilm från 1977 med Gregory Peck i huvudrollen som general Douglas MacArthur.

## Om filmen
Producenten Frank McCarthy låg bakom Patton – Pansargeneralen och rollen som MacArthur i den här filmen erbjöds först till George C. Scott som tackade nej då den var alltför lik rollen som Patton. Filmen är inspelad i bland annat Arcadia, Bremerton, San Diego och på United States Military Academy vid West Point samt på Universal Studios. Filmen hade premiär i USA den 30 juni 1977.
Den svenska premiären var den 27 februari 1978 och filmen är tillåten från 15 år.
Gregory Peck nominerades till Golden Globe som bäste manlige skådespelare i en dramafilm för sin roll.

## Rollista (urval)
- Gregory Peck - General Douglas MacArthur
- Ivan Bonar - General Richard K. Sutherland
- Tom Rosqui - General Sampson
- Dan O'Herlihy - President Franklin D. Roosevelt
- Russell Johnson - Fleet Admiral Ernest King